# ジルベール・コラール
ジルベール・コラール（Gilbert Collard、1948年2月3日 - ）は、フランスの弁護士、作家及び政治家。極右派の再征服所属。2012年から2020年まで国民議会議員を務めた。

## 来歴

### 家族と学歴
マルセイユのブルジョワジー系の家族で生まれて育った。父は王党派右翼の思想家であったシャルル・モーラスに賛同していた。
国立エクス＝マルセイユ大学の法学部を卒業した末、1973年に弁護士になった。

### 弁護士としての経歴
1971年からマルセイユの弁護士会で弁護士として活動している。
1973年には、フランスの弁護士会による弁論大会「Conférence du stage」の秘書を務めた。
これまでに様々なクライアントの弁護を担当してきた。有名な依頼人として、コートジボワールの政治家ローラン・バグボやフランスの政治家シャルル・パスクワ、マリーヌ・ル・ペン、フランスの軍人ポール・オサレスや元自転車競技選手リシャール・ヴィランク（フェスティナ事件）などが挙げられる。また、1987年にはリヨンで開かれたバルビー裁判の一部の原告の弁護も担当した。

## 政界
青年のころ社会党を入党するほど支持し、1981年フランス大統領選挙にて同党の候補者であったフランソワ・ミッテランのためにも活動した。なお、ミッテランはアクション・フランセーズにも近い王党派右翼団体クロア・ド・フーのメンバーであった。
ベルナール・タピのピエール・ベレゴヴォガ内閣への入閣をきっかけに、1992年に社会党を離党した。
弁護士としてジャン＝マリー・ル・ペンとピエレート・ル・ペンの離婚に際して妻の弁護士として務めた契機に、国民連合第2代党首のマリーヌ・ル・ペンと友達になった。
2011年から自分を「マリーヌ派（仏：Mariniste）」と紹介しており、1985年党内で発達した「国民の優先原則（仏：Principe de préférence nationale）」に賛成していると発言したが、また2012年フランス大統領選挙のル・ペン応援団団長を務めた。
2012年1月、（国民議会）総選挙に立候補することを表明、ガール県第2選挙区から立候補。決選投票は社会党の候補者と国民運動連合の候補者との争いになったが、社会党候補を僅差で退けて当選、マリーヌ・ル・ペン党首の姪であるマリオン・マレシャル＝ルペンとともに、国民戦線（現・国民連合）の14年ぶりの議席獲得（2議席）に貢献した。
2022年フランス大統領選挙の際、国民連合を離党し再征服に入党した。
2022年1月22日、党首のエリック・ゼムールに、再征服の名誉党首に任命された。

## 政治的見解
同性結婚に反対の立場を取り、2013年に反同性結婚運動「La Manif pour tous」に参加した。その際、国民戦線がフランス大統領選挙で当選したら、同性カップルの養子縁組を合法化した「Loi Taubira」が廃止されることを望んでいると発言した。